# Elihu
Elihu – postać biblijna ze Starego Testamentu. Elihu był synem Barachela Buzyty, co wskazuje, że był dalekim krewnym Abrahama. 
Młody człowiek z historii o Hiobie, który doradzał mu, aby uniżył się przed Bogiem, co spowoduje, że jego skarga zostanie wysłuchana, a on sam pocieszony. Potępił pogląd trzech przyjaciół Hioba (Elifaza, Bildada i Sofara), że cierpi on z powodu swoich grzechów.
Pojawia się w Księdze Hioba 32-37.